# Christian Gottlieb Blumhardt
Christian Gottlieb Blumhardt, född den 29 april 1779, död den 19 december 1838, var en tysk teolog och en av missionens första förkämpar i Tyskland, farbror till Johann Christoph Blumhardt.
Blumhardt fostrades från barndomen i pietistisk anda, något som kom att prägla hela hans verksamhet. Han verkade en tid som sekreterare i Deutsche Christintumsgesellschaft i Basel, som bland annat hade mission på sitt program, och deltog i bildandet av bibelsällskapet i Basel 1804. 
1816–38 var han inspektor för Baselmissionsällskapet och förestod dess missionsskola. Under sin verksamhet här betonade Blumhardt nödvändigheten av missionärernas teologiska utbildning. På Blumhardts initiativ upptogs en egen mission från Tyskland (med missionärer utsända från Basel) i Västafrika 1827 och i Indien 1833.